# Esquerda Unitária Europeia (1994–1995)
O Grupo Confederal da Esquerda Unitária Europeia era um grupo político socialista e comunista com assentos no Parlamento Europeu entre 1994 e 1995.

## História
O Grupo Confederal da Esquerda Unitária Europeia foi criado em 19 de julho de 1994. Consistia em eurodeputados da Esquerda Unida da Espanha (incluindo o Partido Comunista Espanhol), o Synaspismós grego, o Partido Comunista Francês, o Partido Comunista Português, o Partido Comunista da Grécia e o Partido da Refundação Comunista da Itália.
Em 1995, o alargamento da União Europeia conduziu à criação da Esquerda Verde Nórdica. Consistia em eurodeputados da Aliança de Esquerda Finlandesa, Partido da Esquerda Sueco e Partido Popular Socialista Dinamarquês. A Aliança Nórdica da Esquerda Verde fundiu-se com o Grupo Confederal da Esquerda Unitária Europeia em 6 de janeiro de 1995 e o grupo resultante foi designado Grupo Confederal da Esquerda Unitária Europeia/Esquerda Nórdica Verde.